# Trentepohlia (Trentepohlia) exornata
Trentepohlia (Trentepohlia) exornata is een tweevleugelige uit de familie steltmuggen (Limoniidae). De soort komt voor in het Afrotropisch gebied.